# La rendición de Breda
La rendición de Breda o Las lanzas es un óleo sobre lienzo pintado entre 1634 y 1635 por Diego Velázquez que se conserva en el Museo del Prado de Madrid desde 1819.

## Contexto histórico
Para entender desde un punto de vista histórico esta obra de Velázquez hay que remontarse a lo que estaba sucediendo desde finales del siglo XVI y principios del XVII.
Los Países Bajos (liderados por su noble más importante, Guillermo de Orange) estaban inmersos en la guerra de los ochenta años, en la que luchaban por independizarse de España. En 1590, con Mauricio de Nassau-Orange (cuarto hijo de Guillermo) como estatúder de las Provincias Unidas de los Países Bajos, los neerlandeses tomaron la ciudad de Breda. La tregua de los doce años mantuvo el país en calma entre 1609 y 1621. Cuando el rey de España Felipe IV subió al trono en 1621, la tregua expiró y la guerra se reanudó. La intención de Felipe IV era recuperar esa plaza tan importante, desde la cual se podría maniobrar para otras conquistas.
Velázquez no conoció Breda, pero se inspiró en diversas fuentes para pintar Las lanzas, como un gran plano del asedio grabado al aguafuerte por Jacques Callot y varios pasajes de la comedia El sitio de Breda, de Calderón de la Barca.

## Sitio de Breda
Felipe IV nombró jefe supremo de la expedición a Breda al mejor estratega a su servicio conocido en aquella época, el aristócrata genovés Ambrosio de Spinola. Este se puso al mando de 40 000 hombres, entre los que había numerosos generales españoles, como el marqués de Leganés y Carlos Coloma, militares muy famosos.
La ciudad de Breda estaba defendida por Justino de Nassau, de la casa de Orange. El cerco y sitio a la ciudad fue una lección de estrategia militar. Algunos generales de otras naciones acudieron allí en calidad de lo que hoy se entiende como «agregado militar», para conocer y observar la táctica del gran Spinola. Lo principal era impedir que llegaran refuerzos de víveres y municiones. Para ello se realizaron una serie de acciones secundarias, como anegar los terrenos inmediatos e impedir así el paso a la posible ayuda.
Las crónicas de la época cuentan que la defensa de Breda llegó a ser heroica, pero la guarnición tuvo que rendirse y levantar la bandera. Justino de Nassau capituló el 5 de junio de 1625. Fue una capitulación que el ejército español reconoció como tal, admirando en su enemigo la valentía de los asediados. Por estas razones permitió que la guarnición saliera formada en orden militar con sus banderas al frente. Los generales españoles dieron la orden de que los vencidos fueran rigurosamente respetados y tratados con dignidad. Las crónicas describen también el momento en que el general español Spinola esperaba fuera de las fortificaciones al general neerlandés Nassau. La entrevista fue un acto de cortesía y el enemigo fue tratado con caballerosidad y sin humillación; es el momento histórico elegido por Velázquez para su cuadro.

## Descripción del cuadro
El cuadro se pintó, junto con otros once, para la decoración del denominado Salón de Reinos del Palacio del Buen Retiro, una especie de villa suburbana erigida por orden de Felipe IV al estilo de las existentes en Roma. Este gran palacio, formado por diversos pabellones entre amplios jardines, se construyó anexo al monasterio de San Jerónimo el Real, cuya iglesia aún subsiste a espaldas del Museo del Prado. El actual Parque del Retiro es una parte de aquellos terrenos.
El Salón de Reinos era la estancia más relevante del conjunto, pues era donde Felipe IV recibía a los embajadores y a las demás autoridades extranjeras. A fin de impresionarles con una imagen de poder bélico y económico, el conde-duque de Olivares decidió decorar este gran salón con imágenes de los principales éxitos militares de España, si bien casi todos estos hechos eran relativamente antiguos. Olivares ideó esta estratagema para ocultar que España, realmente, empezaba a menguar como potencia mundial. Junto con los cuadros relativos a batallas se colgó otra serie de pinturas, debidas a Francisco de Zurbarán, sobre los Trabajos de Hércules, personaje mítico que los reyes españoles consideraban antepasado suyo.
Para la serie de doce batallas, se convocó a Velázquez y a otros artistas, como Vicente Carducho, Jusepe Leonardo, Juan Bautista Maíno y Antonio de Pereda. Los dos últimos fueron, junto con Velázquez, quienes realizaron los cuadros actualmente más valorados por los críticos. Excepto un cuadro que resultó destruido (uno de los dos que pintó Eugenio Cajés), la serie se conserva en el Museo del Prado, si bien no se exhibe junta por limitaciones de espacio. Está previsto que el remozamiento y reapertura del edificio del Salón de Reinos como anexo del Prado permitirá mostrar al completo este grupo de cuadros en su espacio primigenio.
Velázquez desarrolla el tema sin vanagloria ni sangre. Los dos protagonistas están en el centro de la escena y más parecen dialogar como amigos que como enemigos. Justino de Nassau aparece con las llaves de Breda en la mano y hace ademán de arrodillarse, lo cual es impedido por su contrincante, que pone una mano sobre su hombro y le impide humillarse. En este sentido, es una ruptura con la tradicional representación del héroe militar, que solía representarse erguido sobre el derrotado humillándolo. Igualmente se aleja del hieratismo que dominaban los cuadros de batallas.
Velázquez representa con realismo al general Spínola, al que conocía personalmente, pues habían viajado juntos a Italia en 1629. Un detalle muy interesante es la cantidad de lanzas de un lado y de otro. Un realismo semejante y la caracterización individual se aprecia en los rostros de los soldados, que están tratados como retratos.
Detalles como la gran cantidad de lanzas españolas en comparación con las de los Países Bajos y la acogida de los vencidos por parte de España se introdujeron a petición de Olivares para demostrar la fuerza y la nobleza propias (Olivares era conocido por su inteligencia, su arrogancia y su ego).

## Ropajes
Nassau se muestra con coleto, casaca o chaleco hecho en piel y calzón de color pardo con adornos de oro, paloma de encaje (cuello grande y vuelto sobre la espalda) y sombrero chambergo negro en su mano izquierda. Spinola lleva armadura pavonada con adornos de oro, Valona de encaje, botas de piel y una banda de color carmín. En la mano izquierda, enguantada, lleva el sombrero, también negro, y la bengala o bastón de mando, símbolo de autoridad.
Este cuadro se destinó al Salón de Reinos del recinto del Buen Retiro de Madrid, que estaba destinado a narrar las batallas del monarca. Cuando se colocó allí, Velázquez todavía no lo había firmado, aunque había dejado preparado un pequeño rincón abajo a la derecha del cuadro con una hoja en blanco, sin duda para poner allí la fecha y su firma. Nunca lo hizo, como ocurrió con otras tantas obras suyas.